# Nicolas Giraud (actor)
Nicolas Giraud es un actor y director de cine francés nacido el 12 de noviembre de 1978 en Saintes, en el departamento de Charente-Maritime en la región de Nueva Aquitania.
Pasó su infancia en el pequeño pueblo de Chay en Charente-Maritime. A los 16 años, reacio a estudiar durante mucho tiempo, comenzó un CAP de albañilería antes de pasar muy rápidamente a las dentaduras postizas. 
En 1999, mientras se rueda la comedia  Liberté-Oléron de Podalydès en la isla del mismo nombre, decidió junto con un amigo participar en el casting. Consiguió un pequeño papel y unos pocos días pasados en el plató fueron una revelación. Un año después, renunció a su cargo de técnico dental y se mudó a París para hacer carrera. 
Al principio, interpretó pequeños papeles en películas de televisión o en series de televisión como Femmes de Loi, donde interpretó durante algunos episodios a un teniente de policía.
En 2004, el joven actor realizó un importante encuentro en la persona de David Oelhoffen, que le hizo rodar Sous le blue, un cortometraje donde un padre y su hijo discuten sobre un buzo de trabajo azul. Dos años después, vuelven a trabajar juntos para Nos retrouvailles, usado por Jacques Gamblin. Por este papel de un hijo en busca de un padre digno de ese nombre, Nicolas Giraud recibe el Premio de Interpretación Masculina del Festival de la Réunion. 
Vuelve a la televisión como estudiante, en la telefilm Candidat libre con Hippolyte Girardot y Olivier Gourmet. Tras los papeles dramáticos, el actor vuelve a tener una fuerte impresión como un joven que lucha contra la enfermedad como una estrella que brilla en la noche de René Féret. El mismo año, fue descubierto por Pierre Morel, que le ofreció un papel junto a Liam Neeson en su thriller Taken. 
En 2009, Nicolas Giraud agregó una nueva faceta a su trayectoria escribiendo y dirigiendo su primera película, Faiblesses, un mediometraje seleccionado para la Semana Internacional de la Crítica en el Festival de Cine de Cannes. Sin embargo, no abandona su primera pasión y lo encontramos en las pantallas en la comedia de costumbres Je ne dis pas non, junto a Stefano Accorsi y Sylvie Testud, y en el thriller Vertige de Abel Ferry, que impulsa las altas montañas para un ascenso mortal.
Es su papel desacostumbrado en Adèle Blanc-Sec de Luc Besson, (interpreta a un científico loco enamorado de Louise Bourgoin) lo que le da a conocer al público en general. Al mismo tiempo, Nicolas Giraud encuentra a Hippolyte Girardot en la película para televisión Les Mensonges. Con una demanda cada vez mayor, apareció en varias películas en 2011. También interpretó el papel principal en el nuevo largometraje de Patrice Leconte, Voir la mer, que lo sumerge en un trío con Pauline Lefevre y Clément Sibony. Tras ganar los créditos de Un baiser papillon, la primera película de Karine Silla, junto a Vincent Perez, Cécile de France y Elsa Zylberstein, se unió a Catherine Frot en el casting del policía Coup d'éclat. También lo veremos en la pantalla chica en Les Robins des pauvres, un drama social donde roba bancos con la ayuda de su hermano para dárselo a los más pobres. 

## Filmografía

### Cine

#### Actor
- 2001 : Liberté-Oléron de Bruno Podalydès
- 2004 : En quête de Maria Audras
- 2004 : Sous le bleu de David Oelhoffen (court-métrage)
- 2006 : Les Fragments d'Antonin de Gabriel Le Bomin
- 2007 : Nos retrouvailles de David Oelhoffen
- 2008 : Comme une étoile dans la nuit de René Féret
- 2008 : Partir de Frédéric Pelle
- 2008 : Second Souffle de Varante Soudjian (court-métrage)
- 2008 : Sur ta joue ennemie de Jean-Xavier de Lestrade
- 2008 : Taken de Pierre Morel
- 2009 : Vertige de Abel Ferry
- 2009 : Faiblesses de Nicolas Giraud (court-métrage)
- 2009 : Je ne dis pas non de Iliana Lolic
- 2010 : Bruc de Daniel Benmayor
- 2010 : Les Aventures extraordinaires d'Adèle Blanc-Sec de Luc Besson
- 2010 : Les Grands-Mères de Frédéric Malégue
- 2010 : Nannerl, la sœur de Mozart de René Féret
- 2011 : Coup d'éclat de José Alcala
- 2011 : Le Premier Homme de Gianni Amelio
- 2011 : Un baiser papillon de Karine Silla-Pérez
- 2011 : Voir la mer de Patrice Leconte
- 2011 : Les Tribulations d'une caissière de Pierre Rambaldi
- 2011 : Les Jardins du Palais Royal de Luca Guadagnino
- 2012 : Ce que le jour doit à la nuit d'Alexandre Arcady
- 2013 : Poussières de Daniel Metge (court-métrage)
- 2013 : La Cravate et le Mur de Aki Yamamoto (court-métrage)
- 2014 : Aux yeux des vivants de Julien Maury y Alexandre Bustillo
- 2014 : Loin des hommes de David Oelhoffen
- 2014 : Géographie du cœur malchanceux (Geography of the Heart), de David Allain y Alexandra Billington
- 2015 : Anton Tchekhov-1890 de René Féret : Anton Tchekhov
- 2017 : Les Gardiennes de Xavier Beauvois : Constant Sandrail
- 2018 : Du soleil dans mes yeux de Nicolas Giraud
- 2018 : Frères ennemis de David Oelhoffen

#### Director y guionista
- 2009 : Faiblesses (cortometraje)
- 2018 : Du soleil dans mes yeux (largometraje)

### Televisión
- 2002 : Père et Maire de Marc Rivière
- 2004 : Alex Santana de Gilles Béhat
- 2004 : La Petite Fadette de Michaëla Watteaux
- 2004 : Le Grand Patron de Dominique Ladoge
- 2005 : Femmes de loi de Denis Malleval (13 episodios)
- 2007 : Avocats et Associés de Patrice Martineau
- 2007 : Candidat libre de Jean-Baptiste Huber
- 2008 : Mariage arrangé de Rachida Krim
- 2010 : Les Mensonges de Fabrice Cazeneuve
- 2011 : Les Robins des pauvres de Frédéric Tellier
- 2013 : Le Général du Roi de Nina Companeez
- 2016 : Falco (temporada 4, episodio 7) : Faux-semblants

### Teatro
- 2001 : Le Squat de Jean-Marie Chevret
- 2012 : Je ne serai pas au rendez-vous de Patricia Haute Pottier dirigida por Ladislas Chollat

## Distinciones
- 2004 : Premio de interpretación masculina del Festival de Lille al cortometraje Sous le bleu de David Oelhoffen
- 2008 : Premio a la interpretación masculina del Festival de La Réunion por Nuestro reencuentro de David Oelhoffen
- 2008 : Revelaciones de los Césares para nuestro reencuentro por David Oelhoffen
- 2009 : Revelaciones del César para Comme une étoiles dans la nuit de René Féret